# Otto Siemen
Otto Siemen (* 1. November 1881 in St. Margarethen (Holstein); † 29. Juni 1966 in Itzehoe) war ein deutscher Ingenieur, Erfinder und Fabrikant.

## Leben
Otto Siemen studierte von 1900 bis 1904 in Cöthen (heute: Köthen) am damaligen Höheren Technischen Institut, der späteren Staatlichen Hochschule für angewandte Technik (Friedrichs-Polytechnikum) allgemeinen Maschinenbau, mit Abschlussprüfung 1904. Zu Beginn des Studiums schloss er sich der Verbindung Marchia, dem späteren Corps Marchia Braunschweig, an.
Im Jahr 1907 nahm er seine Tätigkeit bei der Firma Siemens-Schuckert-Werke in Berlin-Siemensstadt auf und war dort im Pumpentestfeld tätig. Dort lernte er auch seinen späteren Geschäftspartner Johannes Hinsch kennen, der dort seine Arbeit 1908 aufnahm. Während des Ersten Weltkrieges übernahm er bei Siemens-Schuckert-Werke die Entwicklung und den Ausbau selbstsaugender Luftpumpen für die Kaiserliche Kriegsmarine nach von ihm angemeldeten Patenten.
Nach dem Krieg gründete er 1920 zusammen mit Johannes Hinsch in St. Margarethen die Siemen & Hinsch mbH, SIHI. Sie wurde 1925 nach Itzehoe verlegt. Bereits 1922 wurde die erste Auslandsvertretung in Österreich ins Leben gerufen. 
Mit ihren innovativen Ideen führten Otto Siemen und Johannes Hinsch die Firma in die weltweite Spitzengruppe der  auf den Gebieten der selbstansaugenden Flüssigkeitspumpen und flüssigkeitsmitfördernden Vakuumpumpen produzierenden Hersteller. Sie gehört jetzt als „Sterling SIHI GmbH“ zur international arbeitenden Sterling-Fluid-Systems-Gruppe.
Otto Siemen wurde 1963 die goldene Rudolf-Diesel-Medaille für seine Verdienste um die Entwicklung der selbstansaugenden Kreiselpumpen verliehen.

## Leistungen
Zusammen mit seinem Partner Johannes Hinsch erfand Otto Siemen 1920 das Prinzip der selbstansaugenden Seitenkanalpumpe zur Förderung von Flüssigkeiten und Gasen. 
Diese Pumpenart wird heute in der Chemie, der Pharmazie, der Energiewirtschaft, der Wasserwirtschaft, der Lebensmittel- und Getränkeindustrie, der Kunststoffindustrie, der Stahlindustrie, der Papierindustrie und für den allgemeinen Anlagenbau eingesetzt. Insbesondere die Fähigkeit zur hohen Gasmitförderung und die Selbstansaugefähigkeit der Seitenkanalpumpen gewährleisten eine hohe Prozess-Sicherheit in den verschiedensten verfahrenstechnischen Kreisläufen. Die Bedeutung dieser Pumpenart zeigt sich darin, dass seit 1920 mehr als 2 Millionen Seitenkanalpumpen für die verschiedensten Anwendungen durch SIHI verkauft wurden.